# Всемирный цыганский конгресс
Всемирный цыганский конгресс (акрон. ВЦК) — это международная некоммерческая организация, созданная для защиты прав и интересов цыганской общины, а также для поддержки и развития её культуры, языка и традиций. Основной целью Всемирного цыганского конгресса является объединение цыганской диаспоры со всего мира в единую силу, чтобы бороться за улучшение социального и экономического положения этой общины. По состоянию на 2023 год состоялось одиннадцать форумов.

## Предпосылки к созданию Всемирного цыганского конгресса
Предпосылки к созданию Всемирного цыганского конгресса (ВЦК) включают ряд социальных, экономических и культурных факторов, среди которых:

### Дискриминация и социальное исключение
Цыганская община столкнулась с длительной историей дискриминации и социального исключения в различных странах мира. Цыгане часто становились жертвами насилия, лишения прав и отказа в доступе к образованию, здравоохранению и другим основным услугам.

### Необходимость объединения усилий
Цыганская диаспора осознавала, что для эффективной борьбы за свои права и интересы необходимо объединять свои усилия. Создание организации, представляющей интересы цыганской общины на международном уровне, стало логичным шагом для достижения этой цели.

### Желание защиты культурного наследия
Цыганская культура, язык и традиции были под угрозой из-за процессов ассимиляции и дискриминации. Сознание необходимости сохранения и продвижения своего культурного наследия стало еще одним стимулом к созданию ВЦК.

### Опыт других движений и организаций
Успех других общественных движений и организаций, борющихся за права меньшинств и защиту человеческих прав, мог быть вдохновением для цыганской общины для создания своей собственной организации.

### Международный контекст
В послевоенные годы многие страны мира внимательнее обращались к вопросам прав человека и противодействия дискриминации. Это создавало благоприятные условия для формирования международных организаций, борющихся за права меньшинств.
Эти предпосылки и факторы сыграли ключевую роль в создании Всемирного цыганского конгресса и определили его цели и направления деятельности.

## Создание Всемирного цыганского конгресса
Создание Всемирного цыганского конгресса (ВЦК) 8-го апреля 1971 года было важным событием в истории борьбы за права и интересы цыганской общины. На нём были приняты цыганский флаг и гимн «Gelem, Gelem», что на романес (языке цыган) означает «Я ходил, ходил». Этот гимн является неофициальным гимном цыганской общины и стал символом борьбы за права цыган. Текст гимна написан на романес и на нескольких других языках цыганской диаспоры.
Несмотря на то, что «Gelem, Gelem» не является официальным гимном какой-либо страны или организации, он имеет особое значение для цыганской общины и часто используется на мероприятиях и в моменты, связанные с идентичностью и борьбой за права цыган. Процесс создания ВЦК включал в себя ряд ключевых шагов и этапов:

### Мобилизация цыганской общины
Цыганская диаспора по всему миру начала активно обсуждать свои проблемы и стремления и искать способы объединения усилий для решения этих проблем. Активисты, лидеры и представители цыганской общины стали обсуждать идею создания международной организации, представляющей интересы цыган на мировой арене.

### Подготовка и проведение конференции
В результате обсуждений и диалога между представителями цыганской общины было принято решение о проведении конференции, целью которой было обсуждение и создание международной организации. Конференция собрала представителей цыган из различных стран мира для обмена мнениями и определения стратегии действий.

### Утверждение устава и целей
На конференции был разработан и утвержден устав Всемирного цыганского конгресса, который определял цели, принципы и организационную структуру организации. Были сформулированы основные направления деятельности ВЦК, включая защиту прав цыган, культурное развитие и социальную поддержку.

### Выбор руководства и организационной структуры
Были избраны лидеры и представители организации, включая председателя и членов правления. Были сформированы комитеты и рабочие группы для координации работы по различным аспектам деятельности ВЦК.

### Регистрация и официальное признание
После проведения конференции и утверждения устава организации были предприняты шаги по ее регистрации и официальному признанию в соответствии с законодательством страны, где была основана организация.
Создание Всемирного цыганского конгресса было результатом усилий и стремлений цыганской общины к защите своих прав и достоинства, а также к продвижению своей культуры и традиций на мировой арене.

## Цели и задачи
Всемирный цыганский конгресс (ВЦК) стремится к достижению ряда целей и выполнению задач, направленных на защиту прав и интересов цыганской общины, а также на укрепление и поддержание ее культурного наследия и идентичности. Вот некоторые из основных целей и задач ВЦК:

### Защита прав человека
ВЦК борется за уважение и защиту прав цыганской общины, включая право на равное обращение, свободу от дискриминации, доступ к образованию, здравоохранению, жилью и трудоустройству.

### Борьба с дискриминацией
Организация призвана бороться с дискриминацией, стереотипами и предвзятостью, с которыми сталкиваются цыгане в различных обществах мира.

### Социальная поддержка
ВЦК оказывает помощь цыганским сообществам в различных аспектах их жизни, включая доступ к социальным услугам, поддержку в сложных ситуациях и развитие мероприятий по социальной адаптации и интеграции.

### Культурное развитие и сохранение
Организация уделяет внимание сохранению и развитию цыганской культуры, языка, традиций и искусства. ВЦК поддерживает организацию культурных мероприятий, фестивалей и проектов, направленных на продвижение культурного наследия цыган.

### Международное сотрудничество
ВЦК сотрудничает с международными организациями, правительствами и гражданским обществом для реализации своих целей и программ, а также для создания эффективной системы защиты прав цыган на мировом уровне.

### Образование и осведомленность
Организация проводит мероприятия по повышению осведомленности о проблемах, с которыми сталкиваются цыганские сообщества, и оказывает поддержку в области образования и профессионального развития.

## Достижения и влияние
Всемирный цыганский конгресс (ВЦК) имеет значительные достижения и оказывает существенное влияние на различных уровнях:

### Защита прав
ВЦК активно выступает за защиту прав цыганской общины по всему миру. Благодаря своей деятельности организация смогла привлечь внимание к проблемам дискриминации, насилия и социального исключения, с которыми сталкиваются цыгане, и способствовать принятию законов и политик, направленных на улучшение их положения.

### Культурное развитие
ВЦК активно поддерживает и развивает цыганскую культуру, язык и традиции. Организация организует культурные мероприятия, фестивали, концерты и другие программы, способствующие сохранению и продвижению богатства и многообразия цыганской культуры.

### Международное влияние
ВЦК является признанным представителем цыганской общины на мировом уровне. Организация активно участвует в международных форумах, конференциях и мероприятиях, где представляет интересы цыган и вносит свой вклад в разработку политик и программ, касающихся прав человека и социальной справедливости.

### Социальная поддержка
ВЦК оказывает значительную социальную поддержку цыганским сообществам по всему миру. Организация предоставляет помощь в решении социальных проблем, обеспечивает доступ к образованию, здравоохранению и жилью, а также оказывает помощь в профессиональной и социальной адаптации.

### Создание солидарности и единства
ВЦК способствует созданию солидарности и единства внутри цыганской общины и между ней и другими общественными группами. Организация объединяет усилия цыган по всему миру для достижения общих целей и улучшения своего положения в обществе.
Это лишь несколько примеров достижений и влияния Всемирного цыганского конгресса. Организация продолжает работать на многих фронтах, чтобы достичь своих целей и улучшить жизнь цыганской общины в мире.

## Глава, участники и членство
Глава, участники и членство в Всемирном цыганском конгрессе (ВЦК) играют ключевую роль в функционировании организации:

### Глава (Президент)
Глава ВЦК является важной фигурой в организации, представляющей ее интересы на международной арене, руководящей деятельностью организации и принимающей стратегические решения. Глава обычно избирается членами ВЦК на определенный срок и имеет ряд обязанностей по руководству и развитию организации.

### Участники
Участники ВЦК включают в себя представителей цыганской общины со всего мира, а также лица, поддерживающие цели и задачи организации. Это могут быть активисты, деятели искусства и культуры, правозащитники, политики и другие лица, заинтересованные в защите прав цыган и поддержке их культурного развития.

### Членство
ВЦК может иметь различные категории членства, включая полноправных членов, ассоциированных членов и поддерживающих членов. Полноправные члены обычно имеют право голоса на собраниях и принимают участие в принятии решений организации, а ассоциированные и поддерживающие члены могут оказывать финансовую или иным образом поддерживать деятельность ВЦК, но без права голоса.

### Структура и руководство
ВЦК может иметь различные структуры и органы управления, включая правление, исполнительный комитет, комитеты и рабочие группы. Эти органы руководят деятельностью организации, разрабатывают стратегии и программы работы, обеспечивают финансовую устойчивость и отчитываются перед членами и партнерами.
Членство и участие в Всемирном цыганском конгрессе предоставляют возможность представлять интересы цыганской общины на международном уровне, участвовать в разработке политики и программ, направленных на защиту прав и улучшение положения цыган, а также способствовать сохранению и развитию цыганской культуры и идентичности.

## Первый Всемирный цыганский конгресс
Первый Всемирный цыганский конгресс (ВЦК) был историческим событием для цыганской общины и борьбы за их права. Он произошел в Лондоне, Великобритания, в 1971 году. Это было первое международное собрание, на котором цыгане со всего мира собрались для обсуждения своих общих проблем и поиска путей их решения.

## Второй Всемирный цыганский конгресс
Второй конгресс в апреле 1978 года проходил в Женеве, Швейцария, и на нём присутствовали 120 делегатов из 26 стран. Участники помогли преобразовать Международный комитет цыган в Международный союз ромов.

## Третий Всемирный цыганский конгресс
Третий конгресс состоялся в Геттингене, Западная Германия, в мае 1981 года, на нём присутствовало 600 делегатов и наблюдателей из 28 стран. Присутствующие поддержали призыв признать цыган национальным меньшинством индийского происхождения. Пораймос был главной темой обсуждения.

## Четвёртый Всемирный цыганский конгресс
В 1990 году в Сероцке, Польша, прошёл четвёртый Конгресс, на котором присутствовало 250 делегатов. Темы обсуждения включали репарации во время Второй мировой войны, образование, культуру, связи с общественностью, язык и энциклопедию цыганского языка. Международный день цыган также был официально объявлен 8 апреля в честь первого заседания Всемирного цыганского конгресса в 1971 году.

## Пятый Всемирный цыганский конгресс
Пятый Всемирный конгресс цыган состоялся в Праге, Чехия, в июле 2000 года. Эмиль Щука был избран президентом Международного союза цыган. Конгресс принял официальную Декларацию о нетерриториальности цыганской нации.

## Шестой Всемирный цыганский конгресс
Шестой Конгресс прошёл в Ланчано, Италия, 8 и 9 октября 2004 г., в нём приняли участие более 200 делегатов из 39 стран. Делегаты выбрали нового президента Международного союза ромов (Станислава Станкевича из Польши) и нового президента Всемирного парламента IRU (Драгана Евремовича из Австрии). Был создан новый комитет для изучения вопросов, касающихся женщин, семей и детей.

## Седьмой Всемирный цыганский конгресс
Седьмой Конгресс состоялся в Загребе, Хорватия, в октябре 2008 года. На встрече присутствовало почти 300 делегатов из 28 стран, на которых был опубликован План действий по созданию нации рома, документ, в котором изложены планы развития цыганской нации и представительства. Эсма Реджепова исполнила цыганский гимн.

## Восьмой Всемирный цыганский конгресс
Восьмой Конгресс прошёл в Сибиу, Румыния, в апреле 2013 года. На встрече присутствовало около 250 делегатов из 34 стран.

## Девятый Всемирный цыганский конгресс
Девятый Конгресс прошёл в Риге, Латвия, в августе 2015 года. На нём присутствовало около 250 делегатов из 25 стран. 21 страна из 25 присутствовавших сформировала Федерацию для решения проблем, затрагивающих цыганский народ.

## Десятый Всемирный цыганский конгресс
Десятый Конгресс состоялся в Скопье, Северная Македония, в марте 2016 года.

## Одиннадцатый Всемирный цыганский конгресс
Одиннадцатый Конгресс прошёл в Берлине, Германия, 15-17 мая 2023 г.